# Jaap van Praag (bestuurder)
Jacob Philip (Jaap) van Praag (Amsterdam, 11 mei 1911 – Utrecht, 12 april 1981) was een Nederlands politicus en vooral bekend als de oprichter van het Humanistisch Verbond, waarvan hij van 1946 tot 1969 ook voorzitter was.

## Levensloop

### Jonge jaren
Van Praag werd geboren als oudste zoon van de gymnastiekleraar Manus van Praag (geboren in 1884) en van de fröbellerares Sara Vleeschhouwer (geboren in 1880). Beiden waren van Joodse afkomst, maar niet godsdienstig. Hij kreeg dan ook een joods-seculiere opvoeding. Zijn vader was lid van de Sociaal-Democratische Arbeiderspartij (SDAP) en zijn moeder kwam uit een joods middenstandsgezin in Weesp. Jaap van Praag had een zus, Esther, die vijf jaar jonger was. Van Praag ging naar de openbare lagere school in de Indische Buurt in Amsterdam, daarna ging hij naar de HBS. Op achttienjarige leeftijd behaalde hij het eindexamen HBS-B, en de jaren daarop deed hij de staatsexamens gymnasium. In 1937 trouwde hij met Martje Harmke Hoff, waarmee hij 4 kinderen kreeg.
In de jaren dertig zette Van Praag zich in voor het verzet tegen geweld, dictatuur en oorlog. In 1929 werd hij op achttienjarige leeftijd lid van de SDAP, maar stapte in 1937 over naar de Onafhankelijke Socialistische Partij (OSP) uit protest tegen het loslaten van de ontwapeningsgedachte door de SDAP.
Hij behaalde cum laude zijn kandidaats Nederlandse Letteren en in 1937 behaalde hij, eveneens cum laude, zijn doctoraalexamen Letteren en Wijsbegeerte. In 1941 schreef hij zijn proefschrift over Henriette Roland Holst. In 1938 werkte Van Praag als leraar Nederlands aan het Gemeentelijk Lyceum in Dordrecht.

### Tweede Wereldoorlog
Toen de Tweede Wereldoorlog uitbrak werd het Van Praag als jood verboden om nog te werken aan het Gemeentelijk Lyceum. Hij ging als leraar bij de joodse middelbare school in Rotterdam werken. In 1941 schreef hij zijn proefschrift over Henriette Roland Holst maar de promotie kon pas in 1946 plaatsvinden. In 1943 dook Van Praag onder in Eindhoven. Vlak hiervoor zou hij zijn eerste boek schrijven dat over het humanisme gaat, uitgebracht in 1947 onder de titel Modern Humanisme: een renaissance? Dit was het eerste boek in Nederland dat uitging van een modern ongodsdienstige humanistische levensbeschouwing. In de verantwoording van het boek noemde hij als redenen om het boek te schrijven de ervaringen voor en tijdens de Tweede Wereldoorlog.
In september 1944 trok Van Praag als gids met de Canadezen door bevrijd Nederland. Daarnaast was hij eindredacteur van Het Parool (editie Eindhoven). Zijn ouders hebben de oorlog overleefd, maar Van Praag zegt in een interview dat zij de enigen in de familie zijn: de rest is omgekomen.

### Humanistische beweging
In 1945 kon hij zijn leraarschap in Dordrecht hervatten. Aan het eind van het jaar richtte hij samen met onder andere Garmt Stuiveling en Jan Brandt Corstius het Humanistisch Verbond op. Samen met Brandt Corstius, Stuiveling en Henk Bonger was Van Praag de dragende kracht van het Humanistisch Verbond. Op 17 februari 1946 vond de oprichtingsvergadering van het Humanistisch Verbond plaats. De eerste voorzitter werd Prof. Dr. H. R. Hoetink aangezien het Humanistisch Verbond liever een hoogleraar wilde als voorzitter, maar na acht maanden werd Van Praag eerste voorzitter. Hij bleef dat tot 1969. In 1964 stond Van Praag aan de wieg van het Humanistisch Opleidings Instituut, wat later de Universiteit voor Humanistiek werd. Hij werd in 1964 benoemd tot bijzonder hoogleraar in de humanistiek en de antropologie van het humanisme aan de Universiteit Leiden.
Op 17 mei 1969 nam Van Praag afscheid als voorzitter van het Humanistisch Verbond, een functie die hij 22 jaar heeft vervuld. In 1978 bracht een commissie onder voorzitterschap van Van Praag een belangrijk rapport uit, genaamd ‘’’Immateriële hulpverlening aan oorlogsgetroffenen’’’.

### Overlijden
Jaap van Praag stierf op 69-jarige leeftijd na een kort ziekbed in het Sint Antoniusziekenhuis te Utrecht. Hij liet zijn vrouw en drie kinderen achter.

## Bestuurlijk

### Jongeren Vredes Akties
In 1933 sloot Van Praag zich aan bij de Jongeren Vredes Akties (JVA), een pacifistische jongerenorganisatie die bestond van 1924 tot 1940. De organisatie zette zich vooral in om leeftijdsgenoten te overtuigen van de noodzaak van de vrede. Van Praag werd al snel voorzitter van de organisatie. Centraal hierbij stond de notie van de geestelijke weerbaarheid. Deze visie zou voor Van Praag centraal staan in zijn latere humanistische overtuigingen. In de JVA ontmoette hij veel personen waarmee hij later samen zou werken bij het Humanistisch Verbond.

### Partij van de Arbeid
Op 24 juni 1946 werd Van Praag –toen al voorzitter van de afdeling Dordrecht van de PvdA– gekozen tot Statenlid in Zuid-Holland. In 1951 volgde het fractievoorzitterschap. Van Praag stopte in 1954 met zijn werkzaamheden als leraar toen hij tot gedeputeerde van Zuid-Holland werd gekozen. Van Praag was tot 1974 gedeputeerde.
Als gedeputeerde had Van Praag vooral portefeuilles op het gebied van cultureel en maatschappelijk beleid.

## Humanisme

### Humanistisch Verbond
Aan het eind van 1945 nam Van Praag initiatief voor het oprichten van het Humanistisch Verbond. Op 17 februari 1946 vond de oprichtingsvergadering plaats. Van Praag was een dragende kracht in de oprichting van het Humanistisch Verbond en in zijn openingsspeech onderscheidde hij twee strijdpunten van het humanisme. De grote strijd was gericht op het ondersteunen en inspireren van een grote groep kerkverlaters. De kleine strijd was de emancipatiestrijd van buitenkerkelijken voor een volwaardige plaats op de gebieden van de samenleving naast de godsdienstige mensen. Prof. Dr. H. R. Hoetink werd de eerste voorzitter, aangezien het Humanistisch Verbond een hoogleraar als voorzitter wilde. Na acht maanden werd Van Praag eerste voorzitter. Dit bleef hij tot 1969.

### International Humanist and Ethical Union
Van Praag had een grote rol in het oprichten van de International Humanist and Ethical Union (IHEU). In 1952 hield hij de openingsrede in Amsterdam en hij was van 1952 tot 1975 voorzitter.

### Humanistisch Opleidingsinstituut en Universiteit voor Humanistiek
In 1964 stond Van Praag aan de wieg van het Humanistisch Opleidings Instituut, wat later de Universiteit voor Humanistiek zou worden. Tot zijn dood zou Van Praag een belangrijke docent humanistiek zijn.

### Humanistische emancipatiestrijd
Van Praag voerde, samen met een groep medestanders, strijd voor de gelijkberechtiging van humanisten. Hierbij gebruikte hij dezelfde tactieken die de katholieken en protestanten ook hebben ontwikkeld in hun eigen emancipatiestrijd. Dit was voornamelijk non-interventie in elkaars invloedssfeer en gelijke rechten voor afzonderlijke levensbeschouwelijke groepen. In de periode 1946-1965 maakte het Humanistisch Verbond, waar Van Praag voorzitter van was, dankbaar gebruik van dit gelijkberechtigingsprincipe en richtte het allerlei organisaties op die door de overheid werden gefinancierd. Van Praag is er uiteindelijk onder meer in geslaagd om de humanistisch geestelijke verzorging in de krijgsmacht, de gevangenissen en de zorgsector ingevoerd te krijgen.

## Lijst van publieke functies
Van Praag vervulde tal van functies in het maatschappelijk leven waaronder:
- Voorzitter van het Humanistisch Verbond (1946-1969)
- Oprichter van het Humanistisch Opleidings Instituut
- Voorzitter van het International Humanist and Ethical Union
- PvdA-politicus
- Lid van de jury van de Europese Albert Schweitzerprijs (Straatsburg)
- Voorzitter van de gemengde Studiecommissie Algemene school
- Lid van het comité Nederland Fondation Européenne de la Culture
- Voorzitter van het Leopold Schwarz Fonds
- Bestuurslid van de VARA
- Tweede voorzitter van de Sectie Maatschappelijk Werk van de Wiardi Beckman Stichting